# Wetwork
Wetwork ist ein amerikanischer Pornospielfilm. Er wurde bei den XBIZ Awards 2015 als "Feature Movie of the Year" sowie in weiteren sechs Kategorien ausgezeichnet. 

## Handlung
Der Film handelt vom Spion Anthony, der sich in einer Midlife-Krise befindet und sich entscheiden muss, ob er das Spiel aus Sex, Mord und Totschlag weiter spielen will oder in Rente gehen. Dann gibt es da noch Katherine, die denkt, dass er ein normaler Künstler ist. Bald ist Anthony in ein tödliches Katz-und-Maus-Spiel verstrickt.

## Auszeichnungen
- XBIZ Award 2015: Feature Movie of the Year
- XBIZ Award 2015: Best Cinematography
- XBIZ Award 2015: Best Art Direction
- XBIZ Award 2015: Best Actor - Feature Movie, Steven St. Croix
- XBIZ Award 2015: Best Editing
- XBIZ Award 2015: Director of the Year - Feature Release, Eli Cross
- XBIZ Award 2015: Screenplay of the Year
- AVN Award 2015: Best Actor, Steven St. Croix

## Wissenswertes
- Der Film wurde mit einem Mainstream-Budget in San Francisco gedreht.
- Der Regisseur Eli Cross drehte auch die Filme Corruption und Upload.
- Die letzte Szene mit Schusswechseln erinnert stark an die Katz-und-Maus-Jagd am Ende des klassischen Kriminalfilms Dirty Harry von Don Siegel aus dem Jahr 1971, zumal sie in einer alten Mühle stattfindet.